# Centrumkyrkan, Farsta
Centrumkyrkan är en kyrka i Farsta i Stockholms kommun, intill Farsta centrum. Församlingen, som tillhör kyrkosamfundet Equmeniakyrkan, har ett nära samarbete med Svenska kyrkan i Farsta. Kyrkan är en så kallad samarbetskyrka mellan Centrumkyrkans församling och Farsta församling.

## Byggnaden
Centrumkyrkan ligger som en egen, fristående byggnad intill norra delen av Farsta centrum, nära tunnelbanan. En av de ledande principerna vid arbetet med Centrumkyrkan var att byggnaden skulle få en självständig karaktär. Kyrkan ritades av arkitekterna Bengt Carlberg och Börje Stigler och invigdes i september 1961. Arkitekterna utformade huset som en enkel, vitputsad byggnadskropp med olika höjder. Kyrkklockorna placerades i en separat klockstapel av obehandlad betong. Ett kyrkfönster i Centrumkyrkan är komponerat av Julia Lüning.